# Der sterbende Schwan

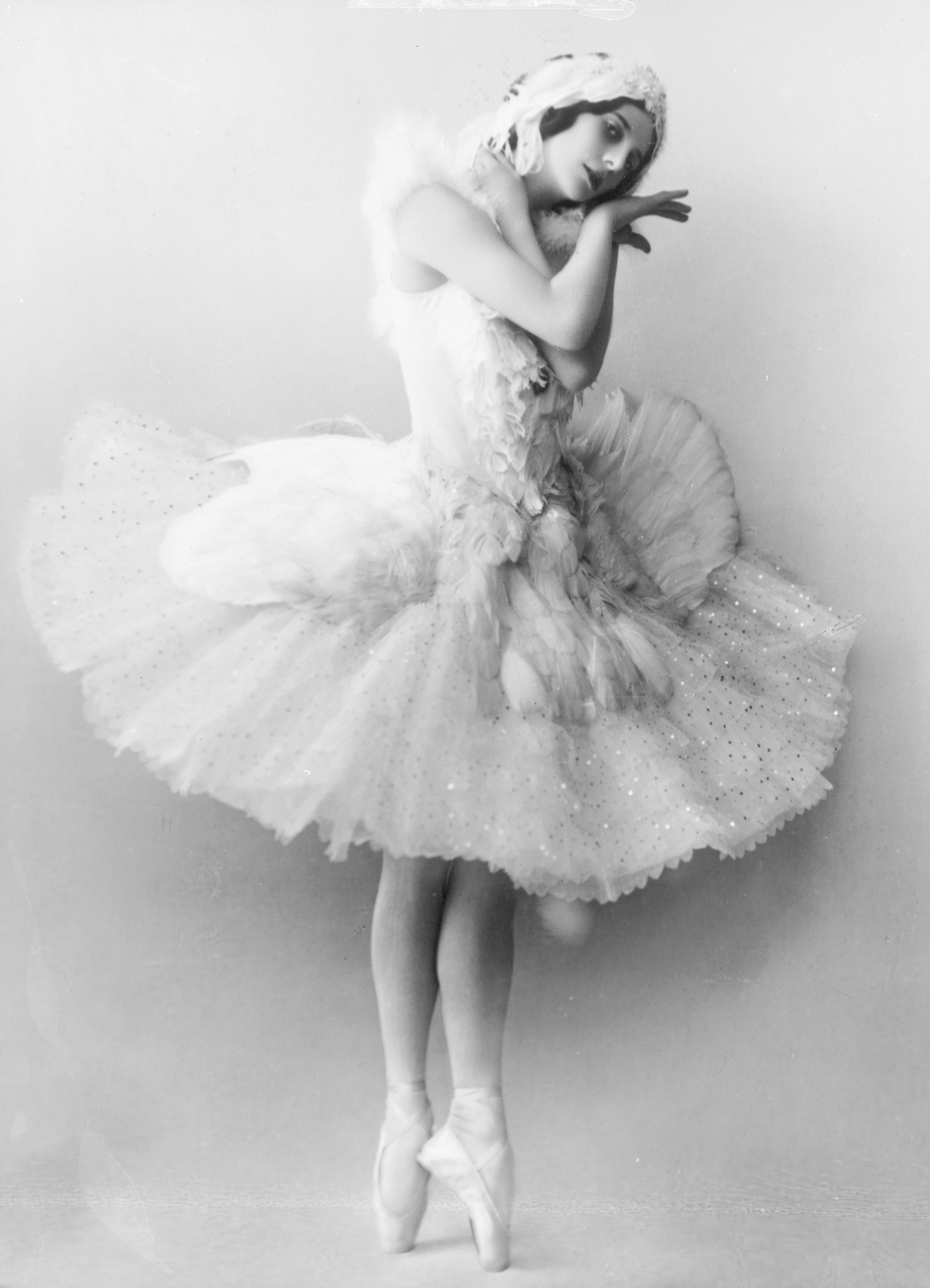
Anna Pawlowa als sterbender Schwan

Der sterbende Schwan (russisch Умирающий лебедь) ist ein ausdrucksvolles Tanz-Solo (Pas seul) des Choreografen Michel Fokine für die Primaballerina Anna Pawlowa, zur Musik des Cello-Solos Le Cygne aus Le carnaval des animaux (1886) von Camille Saint-Saëns. Die Länge beträgt gut drei Minuten. 
Der Titel lautete zunächst einfach Lebed (russisch: Der Schwan) und entstand auf Wunsch Pawlowas. Anlässlich einer Wohltätigkeitsveranstaltung gelangte die Choreografie am 22. Dezember 1905 im Mariinski-Theater St. Petersburg zur Uraufführung. Das Schwanenkostüm stammte von Léon Bakst.

## Vorlagen und Ausführung
Die Figur des sterbenden Schwans lehnt sich an das Ballett Schwanensee von Pjotr Tschaikowski an: Odile/Odette, eine als Schwan verzauberte Prinzessin, opfert sich dort für ihren Prinzen Siegfried. Vor allem die Schwanenkostüme der Uraufführungen glichen sich, aber in Schwanensee gibt es kein Sterbesolo. – Als weitere Quelle wird oft das Gedicht The dying Swan (1830) von Alfred Tennyson genannt.
Der Tanz besteht größtenteils aus Pas de bourrée, begleitet vom Flügelschlagen der Arme. Berühmt ist vor allem die Schlusspose des Solos auf dem linken Knie, während der über dem vorgestreckten rechten Bein die Arme wie Flügel zusammengelegt werden und der Kopf darin geborgen wird. Fokine verband darin Elemente des klassischen Balletts mit neueren Bewegungsformen, die vor allem Isadora Duncan eingeführt hatte.
Michel Fokine schrieb, dass er mit dieser Choreografie darauf reagiert habe, dass er zuvor „wegen des Einsatzes von barfüßigem Tanz der Verweigerung von Spitzentechnik“ beschuldigt worden sei. Er habe deshalb die „alte Technik“ mit dem „Tanz des ganzen Körpers und nicht alleine der Glieder“ kombinieren wollen.

## Rezeption
Die Tanznummer wurde zum Symbol für ein Sterben in größter Anmut – aber auch für die Eitelkeit und Falschheit mancher Bühnenstars. Als Motiv ist der sterbende Schwan häufig verwendet worden und eignet sich besonders gut für Parodien. Die Musik von Saint-Saëns befand sich ursprünglich im parodistischen Zusammenhang einer Tierrevue. 
Bis heute wird das Solo häufig getanzt. Die Ballerina Maja Plissetzkaja trat damit bis ins hohe Alter auf. 1917 drehte Jewgeni Bauer ein Film-Melodram mit dem Titel Der sterbende Schwan, das die Tanznummer enthält.
In adaptierter Form ist das Solo auch im Eiskunstlauf üblich, dargestellt etwa von Sonja Henie. Als parodistische Bezeichnung steht der sterbende Schwan außerdem für ein vorgetäuschtes Foul im Fußball, siehe Schwalbe (Fußball).

## Redewendung
„Den sterbenden Schwan spielen“ bedeutet „theatralisch leiden“.